# آریما هارونوبو
آریما هارونوبو (به ژاپنی: 有馬 晴信 Arima Harunobu)؛ (۱۵۶۷ – ۵ ژوئن ۱۶۱۲) یک دایمیوی مسیحی اهل ژاپن بود. هارونوبو در قلعه هینوئه در شبه‌جزیره شیمابارا در ولایت هیزن متولد شد. پس از مرگ پدرش آریما یوشی‌سادا، هارونوبو آزار و اذیت مسیحیان را در منطقه خود آغاز کرد اما با گسترش شورش ریوزوجی تاکانوبو در منطقهٔ او، هارونوبو به یاری‌کننده انجمن عیسی تبدیل شد. هارونوبو توسط الساندرو والیگنانو در سال ۱۵۷۹ غسل تعمید شد. هارونوبو در سال ۱۶۱۲ بخاطر مسائلی که در حادثه اوکاموتو دایهاچی اتفاق افتاد، گردن زده شد.